# Amstetten
Pour les articles homonymes, voir Amstetten (homonymie).

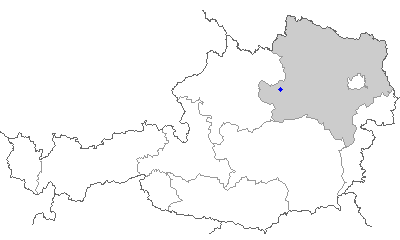
Amstetten en Autriche.

Amstetten est une ville en Basse-Autriche, dans la région historique de Mostviertel. Elle est la capitale du district d'Amstetten.

## Histoire
Le 5 novembre 1805, les troupes françaises de Lannes et Murat battent les Austro-Russes commandés par Bagration à la bataille d'Amstetten.
Le 9 mai 1945, les troupes soviétiques du troisième front biélorusse et celles de la 3e armée (États-Unis) font leur jonction près de cette ville.
Durant la Seconde Guerre mondiale, après que l’Autriche eut été annexée à l’Allemagne, Amstetten abritait une section du camp de concentration de Mauthausen.
En avril 2008 éclate au grand jour l'affaire Fritzl qui scandalise l'ensemble de la planète.

## Économie
Le groupe Doka, un producteur/fournisseur international majeur de coffrage, a son siège à Amstetten.

## Éducation
Amstetten a une variété d'écoles qui répondent aux besoins de ses résidents et les habitants des villages voisins. Il s'agit d'un gymnase et HAK Amstetten, HLW Amstetten. Apprendre une langue à Amstetten est grandement améliorée par la présence d'Assistants de langue anglaise du Royaume-Uni et des États-Unis, qui dirigent également des activités périscolaires régulières des environs.

## Culture
Malheureusement, la scène de culture de Amstetten n'est pas facilement étudié en ligne. Pour obtenir des informations détaillées des événements à Amstetten, visiter l'hôtel de ville (Rathaus), où ils peuvent vous donner des programmes et des dépliants. Johann Pölz Halle est la salle de concert locale où les balles de l'école, des représentations théâtrales et des concerts ont lieu. Amstetten a un annuel « Kulturwochen », une série de semaines en automne consacrée à la culture. Cela inclut des représentations de l'Orchestre symphonique Amstetten et groupes dramatiques amateurs locaux, ainsi que théâtre professionnel, cabarets, contes, conférences et expositions. En hiver, Amstetten a son propre marché de Noël.

## Jumelages
- Alsfeld (Allemagne) depuis 1979
- Ruelle-sur-Touvre (France) depuis 1992
- Pergine Valsugana (Italie) depuis 1999

## Transport
Amstetten est situé sur la ligne de l'Ouest, au sud-ouest, il y a en outre un lien vers le chemin de fer de Rudolf à Amstetten-Kastenreith chemin de fer.
Les trains s'arrêtent à la station d'Amstetten ÖBB (OCI, fr) et la WESTbahn sur la relation (Salzbourg-) Linz - St. Pölten - Wien (Budapest). Les trains de banlieue (REX, R) connecter Amstetten et Sankt Pölten et Vienne, à l'ouest avec la St. Valentin, Linz et Passau, Southwest Waidhofen/Ybbs et Selzthal.
Le train station, un des plus grands autrichiens est P + R-systèmes avec 1 045 voitures et 430 voitures à deux roues.
La Westautobahn, Amstetten A1 (sortie Amstetten-Ouest), le B1 Wiener Straße, la route de Weyerer B121 ou B121A est aussi rue accessible.

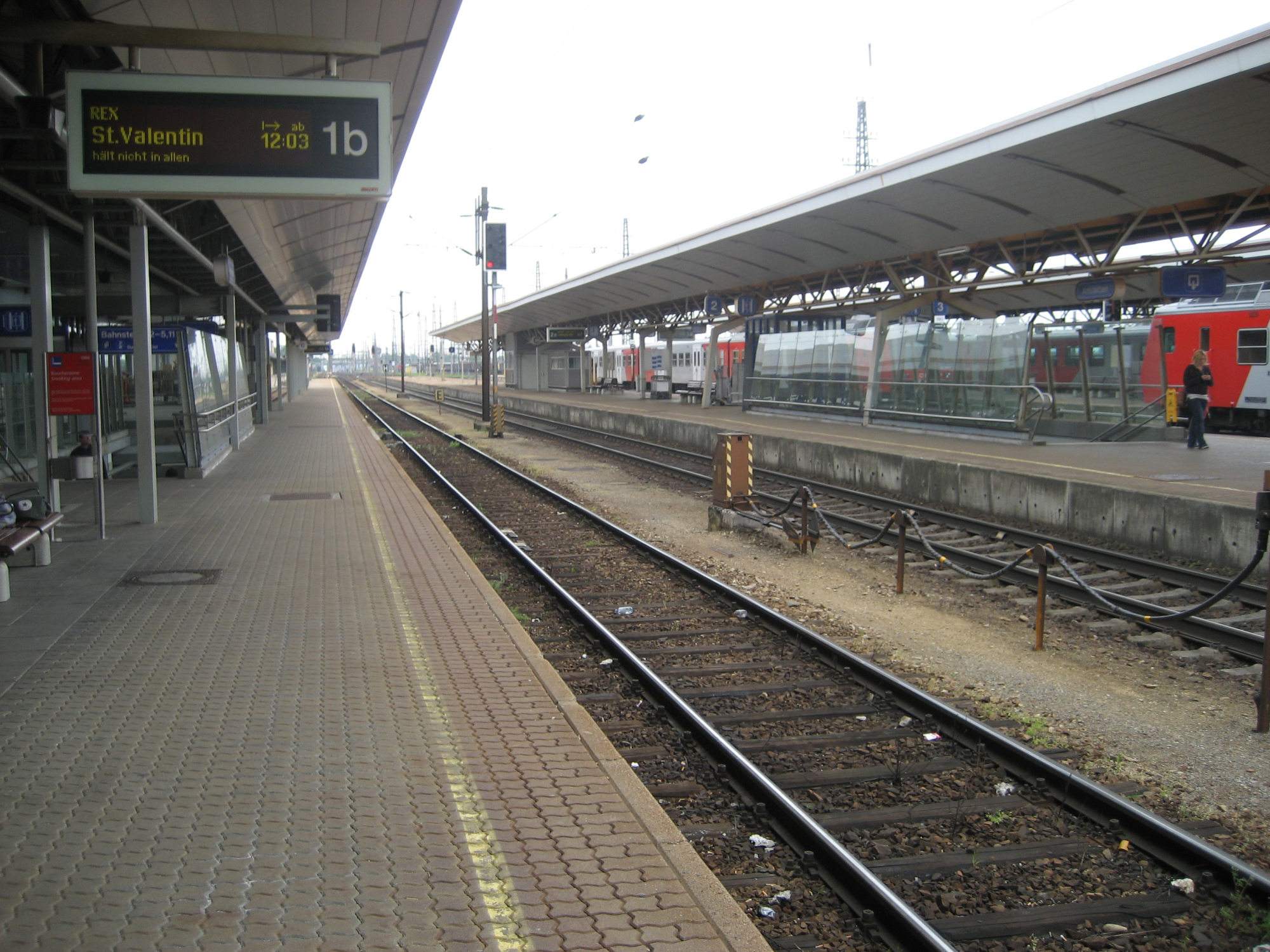
La gare d'Amstetten

## Personnalités nées dans la commune
- Theodor von Frimmel, (1853-1928), historien de l'art autrichien, musicologue et chercheurs de Beethoven.
- Rudolf Pühringer, (1891-1969), historien de l'art autrichien, Directeur du Musée et peintre.
- Friedl Czepa (1898–1973), Actrice.
- Josef Dultinger (1909-1996), historien de cheminots et chemins de fer.
- Alois Fehringer (1917–1960), Homme politique et maire adjoint de Amstetten.
- Josef Fritzl, (1935), criminel et auteur de l'Affaire Fritzl.
- Leo Wallner (1935), Entrepreneur.
- Julian Schutting (1937), Écrivain.
- Ingrid Steininger, (1940-1998), Céramiste, sculpteur et graphiste.
- Günter Kiermaier, (1942), Homme politique.
- Jochem Schindler, (1944–1994), Linguiste.
- Manfred Wagner, (1944), Musicologue.
- Alois Haider (1948), Écrivain.
- Josef Hickersberger, (1948), Footballeur.
- Rudolf Langthaler, (1953), Philosophe Chrétien.
- Wolfgang Nadvornik, (1956), Économiste et Professeur d'université.
- Paulus Hochgatterer, (1961), Psychologue.
- Eberhard Wagner, (1961), Psychologue.
- Hermann Fehringer, (1962), Athlète.
- Paulus Ebner, (1963), Historien.
- Anton Kasser, (1963), Homme politique.
- Ursula Puchebner, (1965), Maire d'Amstetten.
- Georg Edlinger, (1967), Musicien.
- Martin Huber, (1970), Homme politique.
- Stefan Dokoupil, (1970), Photographe.
- Martin Leidenfrost, (1972), Écrivain.
- Georg Breinschmid, (1973), Musicien.
- Michael Klukowski, (1981), Footballeur.
- Daniel Kogler, (1988), Footballeur.